# Cryosphere
The Cryosphere is een internationaal, aan collegiale toetsing onderworpen open access wetenschappelijk tijdschrift op het gebied van de aardwetenschappen. De naam wordt in literatuurverwijzingen meestal afgekort tot Cryosphere. Het eerste nummer verscheen in 2007.